# 63145 Чомусеон
63145 Чомусеон (63145 Choemuseon) — астероїд головного поясу, відкритий 4 грудня 2000 року.
Тіссеранів параметр щодо Юпітера — 3,173.